# Die Reklamation
Die Reklamation (traducido al castellano, "La reclamación") es el primer álbum del grupo de pop rock alemán Wir sind Helden.  Fue publicado en 2003.

## Listado de canciones
1. Ist das so? (Judith Holofernes) – 3:04
2. Rüssel an Schwanz (Holofernes, Mark Tavassol) – 4:54
3. Guten Tag (Holofernes, Pola Roy, Jean-Michael Tourette) – 3:35
4. Denkmal (Holofernes, Roy, Tourette) – 3:17
5. Du erkennst mich nicht wieder (Holofernes) – 4:56
6. Die Zeit heilt alle Wunder (Holofernes, Roy, Tavassol, Tourette) – 4:09
7. Monster (Holofernes, Roy, Tavassol, Tourette) – 3:48
8. Heldenzeit (Holofernes, Tourette) – 4:23
9. Aurélie (Holofernes) – 3:33
10. Müssen nur wollen (Holofernes) – 3:35
11. Außer dir (Holofernes) – 3:41
12. Die Nacht (Holofernes, Tavassol, Tourette) – 4:20